# نورثويست
نورثويست (كارولاينا الشمالية) (بالإنجليزية: Northwest, North Carolina)‏ هي مدينة تقع في الولايات المتحدة في مقاطعة برونزويك، كارولاينا الشمالية.  يقدر عدد سكانها بـ 735 نسمة ومساحتها 18.2 كم2  وترتفع عن سطح البحر 16 متر.

## التركيبة السكانية
حدّد مكتب تعداد الولايات المتحدة بيانات التركيبة السكانية لنورثويست في تعداد الولايات المتحدة. في ما يلي، التركيبة السكانية حسب تعدادي 2000 و2010.

### تعداد عام 2000
بلغ عدد سكان نورثويست 671 نسمة بحسب تعداد عام 2000، وبلغ عدد الأسر 260 أسرة وعدد العائلات 186 عائلة مقيمة في المدينة. في حين سجلت الكثافة السكانية 35.9 نسمة لكل كيلومتر مربع (93.0/ميل2). وبلغ عدد الوحدات السكنية 293 وحدة بمتوسط كثافة قدره 15.7 لكل كيلومتر مربع (40.7/ميل2).
وتوزع التركيب العرقي للمدينة بنسبة 26.83% من البيض و71.83% من الأمريكيين الأفارقة و0.45% من الأمريكيين الأصليين و0.30% من الأمريكيين ذوي الأصول الآسيوية و0.15% من الأعراق الأخرى و0.45% من عرقين مختلطين أو أكثر و0.75% من الهسبانيون أو اللاتينيون من أي عرق.
بلغ عدد الأسر 260 أسرة كانت نسبة 38.1% منها لديها أطفال تحت سن الثامنة عشر تعيش معهم، وبلغت نسبة الأزواج القاطنين مع بعضهم البعض 48.5% من أصل المجموع الكلي للأسر، ونسبة 18.5% من الأسر كان لديها معيلات من الإناث دون وجود شريك،  بينما كانت نسبة 4.6% من الأسر لديها معيلون من الذكور دون وجود شريكة وكانت نسبة 28.5% من غير العائلات. تألفت نسبة 24.2% من أصل جميع الأسر من عدة أفراد يعيشون في نفس المنزل ونسبة 8.5% كانت تتألف من شخص يعيش بمفرده يبلغ من العمر 65 عاماً أو أكثر. وبلغ متوسط حجم الأسرة المعيشية 2.58، أما متوسط حجم العائلات فبلغ 3.07.
بلغ العمر الوسطي للسكان 39.7 عاماً. وكانت نسبة 26.7% من القاطنين تحت سن الثامنة عشر، وكانت نسبة 5.5% بين الثامنة عشر والرابعة والعشرين عاماً، ونسبة 27.9% كانت واقعةً في الفئة العمرية ما بين الخامسة والعشرين والرابعة والأربعين عاماً، ونسبة 27% كانت ما بين الخامسة والأربعين والرابعة والستين، ونسبة 13% كانت ضمن فئة الخامسة والستين عاماً فما فوق. يوجد لكل 100 أنثى 79.4 ذكر، ويوجد لكل 100 أنثى في الثامنة عشر من عمرها فما فوق 80.9 ذكر.
بلغ متوسط دخل الأسرة في المدينة 31,250 دولارًا، أما متوسط دخل العائلة فبلغ 37,500 دولارًا. وكان متوسط دخل الذكور 29,821 دولارًا مقابل 19,479 دولارًا للإناث. وسجل دخل الفرد الخاص بالمدينة 16,419 دولارًا. وكانت نسبة 14% من العائلات ونسبة 17.6% من السكان تحت خط الفقر، وكان من هؤلاء نسبة 22.2% تحت سن الثامنة عشر ونسبة 15.6% في الخامسة والستين من العمر وما فوق.

### تعداد عام 2010
بلغ عدد سكان نورثويست 735 نسمة بحسب تعداد عام 2010، وبلغ عدد الأسر 288 أسرة وعدد العائلات 203 عائلة مقيمة في المدينة. في حين سجلت الكثافة السكانية 39.3 نسمة لكل كيلومتر مربع (101.8/ميل2). وبلغ عدد الوحدات السكنية 326 وحدة بمتوسط كثافة قدره 17.5 لكل كيلومتر مربع (45.3/ميل2).
وتوزع التركيب العرقي للمدينة بنسبة 29.93% من البيض و66.67% من الأمريكيين الأفارقة و0.27% من الأمريكيين ذوي الأصول الآسيوية و1.63% من الأعراق الأخرى و1.50% من عرقين مختلطين أو أكثر و3.27% من الهسبانيون أو اللاتينيون من أي عرق.
بلغ عدد الأسر 288 أسرة كانت نسبة 34.4% منها لديها أطفال تحت سن الثامنة عشر تعيش معهم، وبلغت نسبة الأزواج القاطنين مع بعضهم البعض 42.7% من أصل المجموع الكلي للأسر، ونسبة 19.8% من الأسر كان لديها معيلات من الإناث دون وجود شريك،  بينما كانت نسبة 8% من الأسر لديها معيلون من الذكور دون وجود شريكة وكانت نسبة 29.5% من غير العائلات. تألفت نسبة 25.7% من أصل جميع الأسر من عدة أفراد يعيشون في نفس المنزل ونسبة 8.7% كانت تتألف من شخص يعيش بمفرده يبلغ من العمر 65 عاماً أو أكثر. وبلغ متوسط حجم الأسرة المعيشية 2.55، أما متوسط حجم العائلات فبلغ 3.05.
بلغ العمر الوسطي للسكان 43.1 عاماً. وكانت نسبة 23.5% من القاطنين تحت سن الثامنة عشر، وكانت نسبة 7.6% بين الثامنة عشر والرابعة والعشرين عاماً، ونسبة 22% كانت واقعةً في الفئة العمرية ما بين الخامسة والعشرين والرابعة والأربعين عاماً، ونسبة 31.4% كانت ما بين الخامسة والأربعين والرابعة والستين، ونسبة 15.4% كانت ضمن فئة الخامسة والستين عاماً فما فوق. وتوزع التركيب الجنسي للسكان بنسبة 49.1% ذكور و50.9% إناث.